# Timothy Derijck
Timothy Derijck (ur. 25 maja 1987 w Liederkerke), piłkarz belgijski grający na pozycji środkowego obrońcy.

## Życiorys
Derijck jest wychowankiem klubu FC Denderleeuw, a niedługo potem trafił do juniorów RSC Anderlecht, jednak nie zdołał przebić się do składu seniorów i przeniósł się do holenderskiego Feyenoordu. W jego barwach zadebiutował 27 listopada 2005 w wygranym 7:1 meczu z Heraclesem Almelo, jednak był to jego jedyny mecz w Eredivisie w rundzie jesiennej sezonu 2005/2006 i zimą 2006 został wypożyczony do NAC Breda. Był tam podstawowym zawodnikiem drużyny rozgrywając w niej 12 meczów i zdobywając 1 gola. Latem 2006 Derijck wrócił do Feyenoordu i wobec kontuzji konkurentów do gry na środku obrony zaczął wybiegać na boisko coraz częściej. Z Feyenoordem wystąpił m.in. w fazie grupowej Pucharu UEFA (Feyenoord został wykluczony z dalszych rund z powodu zamieszek kibiców podczas meczu z AS Nancy).
Latem 2007 Derijck został wypożyczony do swojego pierwotnego klubu, FCV Dender EH, w którym zadebiutował 18 sierpnia 2007 w meczu z Anderlechtem (2:2). W 2008 roku wrócił do Feyenoordu i grał w nim do końca tamtego roku.
W 2009 roku Derijck został piłkarzem ADO Den Haag. Zadebiutował w nim 17 stycznia 2009 w spotkaniu z Heraclesem Almelo (2:2). W sierpniu 2011 zawodnik zmienił klub na PSV Eindhoven. W 2013 roku został wypożyczony do FC Utrecht. W 2014 roku wrócił do ADO. W 2016 przeszedł do SV Zulte Waregem. W latach 2018–2020 grał w KAA Gent, a następnie trafił do KV Kortrijk.
| Sezon   | Klub                | Kraj     | Rozgrywki       | Mecze | Bramki |
| ------- | ------------------- | -------- | --------------- | ----- | ------ |
| 2005/06 | Feyenoord Rotterdam | Holandia | Eredivisie      | 1     | 0      |
| 2005/06 | NAC Breda           | Holandia | Eredivisie      | 12    | 1      |
| 2006/07 | Feyenoord Rotterdam | Holandia | Eredivisie      | 18    | 1      |
| 2007/08 | FCV Dender EH       | Belgia   | Eerste klasse A | 30    | 1      |
| 2008/09 | Feyenoord Rotterdam | Holandia | Eredivisie      | 4     | 0      |
| 2008/09 | ADO Den Haag        | Holandia | Eredivisie      | 17    | 3      |
| 2009/10 | ADO Den Haag        | Holandia | Eredivisie      | 32    | 2      |
| 2010/11 | ADO Den Haag        | Holandia | Eredivisie      | 33    | 3      |
| 2011/12 | PSV Eindhoven       | Holandia | Eredivisie      | 20    | 0      |
| 2012/13 | PSV Eindhoven       | Holandia | Eredivisie      | 23    | 4      |
| 2013/14 | FC Utrecht          | Holandia | Eredivisie      | 16    | 0      |
| 2014/15 | ADO Den Haag        | Holandia | Eredivisie      | 22    | 0      |
| 2015/16 | ADO Den Haag        | Holandia | Eredivisie      | 27    | 0      |
| 2016/17 | SV Zulte Waregem    | Belgia   | Eerste klasse A | 30    | 7      |
| 2017/18 | SV Zulte Waregem    | Belgia   | Eerste klasse A | 17    | 0      |
| 2018/19 | SV Zulte Waregem    | Belgia   | Eerste klasse A | 5     | 1      |
| 2018/19 | KAA Gent            | Belgia   | Eerste klasse A | 17    | 1      |
| 2019/20 | KAA Gent            | Belgia   | Eerste klasse A | 17    | 1      |
| 2019/20 | KV Kortrijk         | Belgia   | Eerste klasse A | 7     | 0      |
| 2020/21 | KV Kortrijk         | Belgia   | Eerste klasse A | 33    | 1      |